# 北雅加達行政市
北雅加達行政市，当地华人常称之为雅加达北区或雅京北区，是印度尼西亚雅加达特区下属五个行政市之一，擁有整個雅加達特區的海岸線。芝利翁河的河口一帶曾是塔魯曼內格拉王國的主要港口，後來發展成為雅加達，因此雅加達多數歷史遺蹟都位於北雅加達。丹戎不碌以及歷史上的巽他格拉巴港口也位於市內。2010年普查顯示市內有1,645,312人居住，行政中心位於丹戎不碌。
北雅加達還留有一部分雅加達原初的自然紅樹林。城市發展以後，部分紅樹林成為市區。不過，2011年實行了植林計劃，種植了400公頃的紅樹林，並在翌年完成。計劃主要目的是減少海岸地區的磨損，尤其是Pantai Indah Kapuk地區。
北雅加達行政市的北面是爪哇海，東面是勿加泗，南面是西雅加達、中雅加達、東雅加達，西面是丹格朗。

## 資料來源
1. ↑  iast. . id.wisatapesisir.com. February 19, 2011  [February 26, 2011]. （原始内容存档于2011-02-23） （印度尼西亚语）.

## 外部連結
- （印尼文） 官方網站（页面存档备份，存于）
- 维基导游上有關Jakarta/North的旅行指南

}}
6°11′11″S 106°49′46″E / 6.1864°S 106.8294°E